# Милда
Милда (њем. Milda) општина је у њемачкој савезној држави Тирингија. Једно је од 93 општинска средишта округа Зале-Холцланд. Према процјени из 2010. у општини је живјело 812 становника. Посједује регионалну шифру (AGS) 16074057.

## Географски и демографски подаци
Милда се налази у савезној држави Тирингија у округу Зале-Холцланд. Општина се налази на надморској висини од 405 метара. Површина општине износи 22,1 km². У самом мјесту је, према процјени из 2010. године, живјело 812 становника. Просјечна густина становништва износи 37 становника/km².